# Columnella delicatissima
Columnella delicatissima is een mosdiertjessoort uit de familie van de Farciminariidae. De wetenschappelijke naam van de soort is voor het eerst geldig gepubliceerd in 1884 door Busk.